# Stanislav Kostka
Stanislav Kostka (poljsko Stanisław Kostka) , poljski jezuit in svetnik, * 28. oktober 1550, grad Rostkowo, Poljska, † 15. avgust 1568, Rim.

## Življenje
Rodil se je v plemiški družini na gradu svojih staršev v Mazoviji, severno od Varšave. Njegova družina je spadala med vodilne poljske rodbine. Ker je bil plemiškega stanu je bil namenjen za javno službo. Leta 1564 so starši Stanislava in njegovega starejšega brata Pavla poslali na študij v pravkar odprti jezuitski kolegij na Dunaj. Tu se je posvečal klasičnemu študiju. Blažena Devica Marija ga je povabila, naj se pridruži Družbi Jezusovi. Ker pa je oče temu nasprotoval, je leta 1567 z Dunaja pobegnil. Najprej je šel peš v Nemčijo, potem pa v Rim, kjer ga je Sveti Frančišek Borja na njegov sedemnajsti rojstni dan sprejel v noviciat. Med svojimi sobrati je postal hitro zelo priljubljen in se mu je obetala velika prihodnost. Vendar je kmalu zbolel in 15. avgusta 1568 v Rimu umrl. Velja za zavetnika študentov in mladine. Po njem je bila poimenvana prva slovenska gimnazija z internatom v Šentvidu pri Ljubljani kot Zavod svetega Stanislava. Med svetnike ga je prištel papež Benedikt XIII. leta 1726. 